# Hickory Grove (Karolina Południowa)
Hickory Grove – miasto w Stanach Zjednoczonych, w stanie Karolina Południowa, w hrabstwie York.